# Microcreagris tacomensis
Microcreagris tacomensis är en spindeldjursart som först beskrevs av Edvard Ellingsen 1909.  Microcreagris tacomensis ingår i släktet Microcreagris och familjen helplåtklokrypare. Inga underarter finns listade i Catalogue of Life.